# 다케도노
타케도노(일본어: 竹殿 たけどの[*], 생몰년 미상)는 가마쿠라 시대 전기의 여성이다. 호죠씨 일문이다. 가마쿠라 막부 2대 싯켄 호죠 요시토키의 딸이다. 어머니는 정실인 히메노마에, 동복형제로는 토모토키, 시게토키이다. 자녀로는 아키치카, 아키쿠모 등이 있다.

## 생애
처음에는 오오에노 치카히로의 측실이었지만, 조큐 3년 (1221년), 조큐의 난으로 인해 치카히로가 실각했다. 치카히로와 이혼하고, 교토의 츠치미카도 사다미치에게 재가하여, 측실이 되었다. 『요코키(葉黄記)』 (호지 원년 6년 3일조)에 따르면, 늦어도 조오 원년 (1222년) 즈음에 사다미치에게 시집갔으며, 조카 츠치미카도 상황이 유배당해, 정치 기반을 잃었던 사다미치도 점차 복권되었다.
큰오빠인 호죠 야스토키는 난 후에 설치된 로쿠하라 탄다이에 취임하여 교토 측의 감시를 맡았다. 아버지 요시토키 사후, 가마쿠라로 돌아와 3대 싯켄이 된 야스토키 대신 동복오빠인 시게토키가 로쿠하라 탄다이가 되었다. 닌지 3년 (1242년), 막부의 뜻에 따른 고사가 천황 옹립 즈음하여 타케도노는 가마쿠라의 야스토키와 교토의 사다미치 사이의 중개 역할을 하였다.
덴푸쿠 원년 (1247년) 5월, 사다미치와 타케도노의 아들로, 산사의 승려가 된 아키쿠모가 다이리의 최승강에서 고후쿠지의 승려와 난투극을 벌여, 아키쿠모 측 사무라이인 이나바노카미 히로모리 (타케도노의 유모의 남편으로, 원래는 오오에노 치카히로의 종자)가 시게토키에 의해 로쿠하라 탄다이로 불려가게 되었다. 같은 해 6월에는 "연내에 도심이 있다"라고 여겨졌던 아들 츄나곤 아키치카가 26세 (28세설도 있음)에 돌연 출가를 해, 주위를 놀라게 했고, 아버지 사다미치가 탄식하게 만들었다.